# Pekon Mon
Pekon Mon is een bestuurslaag in het regentschap Lampung Barat van de provincie Lampung, Indonesië. Pekon Mon telt 2625 inwoners (volkstelling 2010).